# Lucidestea ornata
Lucidestea ornata is een slakkensoort uit de familie van de Rissoidae. De wetenschappelijke naam van de soort is voor het eerst geldig gepubliceerd in 1967 door Golikov & Kussakin in Golikov & Scarlato.